# Regina Hall
Regina Lee Hall (Washington, D.C., 12 de Dezembro de 1970) é uma atriz e comediante norte-americana. Ela chegou à fama por seu papel como Brenda Meeks na comédia de horror Todo Mundo em Pânico. Desde então, ela apareceu na série de televisão Ally McBeal (2001–2002), Law & Order: Los Angeles (2010–2011), Grandfathered (2016) e Black Monday (2019 – presente), e nos filmes The Best Man (1999) e sua sequência de 2013, About Last Night (2014), Vacation (2015), Girls Trip (2017), The Hate U Give (2018) e Little (2019). No filme de comédia Support the Girls (2018), Hall foi aclamado pela crítica e se tornou a primeira afro-americana a ganhar o prêmio de melhor atriz pela Associação de Críticos de Nova Iorque.

## Biografia
Regina Hall nasceu em 12 de dezembro de 1970 em Washington, DC  é filha de um empreiteiro e uma professora. Ela se formou na Universidade de Nova Iorque, em 1997, com um mestrado em Jornalismo, e pouco depois começou a carreira na indústria do entretenimento. 
Refletindo sobre a faculdade, Hall disse: "Eu adorava ser um estudante. Eu poderia ter ido para a escola até os 75 anos de idade, desde que alguém pagasse meu aluguel. Eu teria sido uma estudante profissional".
Ela queria uma carreira com impacto e imaginou uma carreira de redação ou jornalismo, mas o primeiro semestre de pós-graduação de Hall mudou drasticamente quando seu pai morreu de derrame. "Foi repentino. E eu acho que quando eventos repentinos que são dolorosos acontecem em sua vida, você sabe, eles redirecionam seu curso", refletiu Hall. "Quando você é jovem, você não entende a gravidade da vida. Mas quando você perde alguém com quem passa a maior parte da sua vida, e você é jovem, você perde. E então eu acho que isso me fez pensar sobre o que Eu realmente queria fazer na vida. E eu sei que meu pai gostaria que eu terminasse a escola. Então eu fiz isso." Ela começou uma carreira na indústria do entretenimento, começando com uma aparição especial no álbum' Wild Cowboys na faixa, "The Interview" do rapper Sadat X.

## Carreira

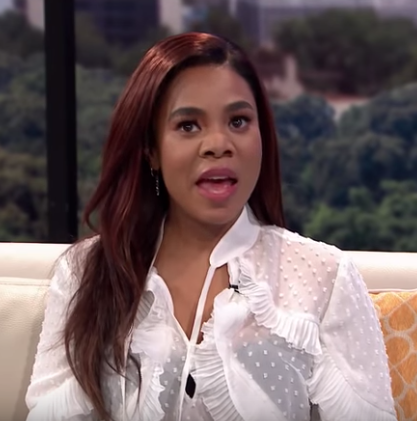
Regina Hall em 2019

Regina Hall começou sua carreira em 1997 com 27 anos, aparecendo em seu primeiro comercial. Sua carreira artística começou de verdade, quando começou a atuar na telenovela Loving e quando participou da serie de drama policial da FOX, Undercover. Seu primeiro papel em um filme foi no ano de 1999, com uma pequena participação no filme The Best Man. Ela deixou uma ótima impressão nos espectadores com sua atuação como a personagem Candy. Esse papel abriu várias portas para sua carreira.

### Primeiros papéis
Regina Hall ganhou mais reconhecimento por seu papel na comédia Todo Mundo em Pânico (e em suas sequências) que retratam o ensino médio da barraqueira Brenda Meeks. Ela também atuou como coadjuvante em peças, e em dois filmes de Gina Prince Bythewood: Love & Basketball e Disappearing Acts. Em 2001 Regina Hall interpretou Coretta Lipp, no drama Ally McBeal, que era um papel com diversos episódios recorrentes. Um ano mais tarde, ela estrelou no drama-ação Paid in Full, um filme dirigido por Charles Stone III. Desde então, ela apareceu em papéis importantes, como nos filmes Malibu's Most Wanted, King's e The Honeymooners, Pense como Eles e Pense como Eles Também. Em 2016, Hall atuou no filme Barbershop: The Next Cut, desempenhando o papel da cabeleireira Angie, ao lado de Ice Cube, Common, Nicki Minaj e Eve. Em 2017, Hall co-estrelou a comédia Girls Trip, ao lado das atrizes Queen Latifah, Jada Pinkett Smith e Tiffany Haddish, que se tornou um sucesso comercial e de crítica. Em 2018, Hall fez parte do elenco do filme dramático The Hate U Give, baseado no romance de 2017.
Hall foi a protagonista de Support the Girls, filme dirigido por Andrew Bujalski. Por este último, ela recebeu elogios da crítica e foi indicada a vários prêmios, ganhando o prêmio de melhor atriz pela Associação de Críticos de Nova Iorque. Sendo a primeira afro-americana a ganhar o prêmio.  Naquele mesmo ano, ela foi convidada a ingressar na academia de artes e ciências do cinema.  Em 2019, Hall sediou o BET Awards de 2019. Ela assinou contrato com a Showtime para fazer um especial de comédia por meio da empresa RH Negative. Poucos meses depois, sua empresa assinou um acordo com a ViacomCBS.

## Filmografia

### Filmes
| Ano  | Título                                         | Papel              |
| ---- | ---------------------------------------------- | ------------------ |
| 1999 | The Best Man                                   | Candy              |
| 2000 | Love & Basketball                              | Lena Wright        |
| 2000 | Scary Movie                                    | Brenda Meeks       |
| 2000 | Disappearing Acts                              | Portia             |
| 2001 | Scary Movie 2                                  | Brenda             |
| 2002 | The Other Brother                              | Vicki              |
| 2002 | Paid in Full                                   | Kiesha             |
| 2003 | Malibu's Most Wanted                           | Shondra            |
| 2003 | Scary Movie 3                                  | Brenda Meeks       |
| 2005 | King's Ransom                                  | Peaches Clarke     |
| 2005 | The Honeymooners                               | Trixie Norton      |
| 2005 | Six Months Later                               | Keri               |
| 2006 | Scary Movie 4                                  | Brenda             |
| 2006 | Danika                                         | Dra. Evelyn Harris |
| 2006 | The Elder Son                                  | Susan              |
| 2008 | Untitled Cedric the Entertainer Project        | Darlene Stokes     |
| 2008 | First Sunday                                   | Omunique           |
| 2008 | Superhero Movie                                | Mrs. Xavier        |
| 2009 | Law Abiding Citizen                            | Kelly Rice         |
| 2010 | Death at a Funeral                             | Michelle           |
| 2011 | Mardi Gras: Spring Break                       | Ann Marie          |
| 2012 | Untitled Martin Lawrence Project               | Lisa               |
| 2012 | Think Like a Man                               | Candace            |
| 2013 | The Best Man Holiday                           | Candy              |
| 2014 | About Last Night                               | Joan               |
| 2014 | Think Like a Man Too                           | Candace            |
| 2015 | With This Ring                                 | Trista             |
| 2015 | People Places Things                           | Diane              |
| 2015 | Vacation                                       | Nancy Peterson     |
| 2016 | Barbershop: The Next Cut When the Bough Breaks | Angie Laura Taylor |
| 2017 | Girls Trip                                     | Ryan Pierce        |
| 2017 | Naked                                          | Megan Swope        |
| 2018 | Support the Girls                              | Lisa Conroy        |
| 2018 | The Hate U Give                                | Lisa Carter        |
| 2019 | Little                                         | Jordan Sanders     |
| 2019 | Shaft                                          | Maya Babanikos     |
| 2021 | Breaking News in Yuba County                   | Ramirez            |
| 2022 | Master                                         |                    |
| 2026 | Todo Mundo em Pânico 6                         | Brenda Meeks       |

### Televisão
| Ano       | Título                   | Papel          | Nota                             |
| --------- | ------------------------ | -------------- | -------------------------------- |
| 1992      | Loving                   | Desconhecido   | Episódio: "13 de agosto de 1992" |
| 1997      | New York Undercover      | Tammy          | Episódio: "No Place Like Hell"   |
| 2000      | NYPD Blue                | Sharice Warner | Episódio: "Little Abner"         |
| 2001-2002 | Ally McBeal              | Corretta Lipp  | 25 episódios                     |
| 2010-2011 | Law & Order: Los Angeles | Evelyn Price   | 7 episódios                      |
| 2016      | Black-ish                | Vivian         | Episódio: "Black Nanny"          |
| 2017      | Insecure                 | Ninny          | 4 episódios                      |

## Prêmios e Indicações
De acordo com o site IMDb, Regina Hall já foi indicada a dez prêmios, e venceu três deles:
| Ano  | Prêmio                                                   | Categoria                                                                                                | Trabalho Indicado                   | Resultado    |
| ---- | -------------------------------------------------------- | --- | ----------------------------------- | ------------ |
| 2001 | Black Reel Awards                                        | Melhor Atriz Coadjuvante em Filme de Televisão ou Mini-Serie                                             | Sem Vestígios                       | Indicado     |
| 2003 | Image Awards                                             | Melhor Atriz Coadjuvante em Série de Comédia                                                             | Ally McBeal: Minha Vida de Solteira | Indicado     |
| 2005 | The Stinkers Bad Movie Awards                            | Pior Atriz Coadjuvante                                                                                   | Um Milionário em Apuros             | Indicado     |
| 2006 | San Diego Film Festival Awards                           | Melhor Atriz                                                                                             | Danika                              | Venceu       |
| 2014 | Acapulco Black Film Festival                             | Melhor elenco                                                                                            | O Natal dos Amigos Indiscretos      | Venceu       |
| 2016 | Black Reel Awards                                        | Melhor Atriz, TV Filme ou Série Limitada                                                                 | With This Ring                      | Indicado     |
| 2018 | NAACP Image Awards                                       | Melhor Atriz Coadjuvante em um Filme                                                                     | Girls Trip                          | Indicado     |
| 2018 | Associação Afro-Americana de Críticos de Cinema          | Melhor Atriz                                                                                             | Support the Girls                   | Venceu       |
| 2018 | Austin Film Critics Association Award                    | Melhor Atriz                                                                                             | Support the Girls                   | Indicado     |
| 2018 | Boston Online Film Critics Association Award             | Melhor Conjunto                                                                                          | Support the Girls                   | Venceu       |
| 2018 | Círculo dos Críticos de Cinema da Flórida                | Melhor Elenco                                                                                            | Support the Girls                   | Vice-campeão |
| 2018 | Prêmio Online Film Critics Society                       | Melhor Atriz                                                                                             | Support the Girls                   | Indicado     |
| 2018 | Online Film Critics Society Award                        | Melhor Atriz                                                                                             | Support the Girls                   | Vice-campeão |
| 2018 | Prêmio do Círculo de Críticos de Cinema de São Francisco | Melhor Atriz                                                                                             | Support the Girls                   | Indicado     |
| 2018 | New York Film Critics Circle Awards                      | Melhor Atriz                                                                                             | Support the Girls                   | Venceu       |
| 2018 | Seattle Film Critics Society Award                       | Melhor Atriz                                                                                             | Support the Girls                   | Indicado     |
| 2018 | Gotham Awards                                            | Melhor Atriz                                                                                             | Support the Girls                   | Indicado     |
| 2018 | Prêmio Vancouver Film Critics Circle                     | Melhor Atriz (empatado com Melissa McCarthy em Can You Ever Forgive Me? e Olivia Colman em The Favorite) | Support the Girls                   | Venceu       |
| 2018 | Chicago Film Critics Association                         | Melhor Atriz                                                                                             | Support the Girls                   | Indicado     |
| 2018 | Toronto Film Critics Association Award                   | Melhor Atriz                                                                                             | Support the Girls                   | Indicado     |
| 2018 | Independent Spirit Awards                                | Melhor Atriz                                                                                             | Support the Girls                   | Indicado     |